# Nama segetalis
Nama segetalis är en strävbladig växtart som beskrevs av Ricketson. Nama segetalis ingår i släktet Nama och familjen strävbladiga växter. Inga underarter finns listade i Catalogue of Life.